# Lucinio del Corral y Flórez
Lucinio del Corral y Flórez (Sahagún, provincia de León, 1859 - León, 22 de febrero de 1937) fue un terrateniente, emprendedor, empresario y mecenas de la segunda mitad del siglo XIX y principios del siglo XX ligado a la villa de Sahagún y, por extensión, a toda la comarca de Tierra de Campos. 
Fue propietario del Castillo de Montealegre de Campos (Valladolid) y del Castillo de Grajal de Campos (León) así como del Molino de Villacelama (León).

## Antepasados familiares
Lucinio del Corral y Flórez era hijo del abogado José A. del Corral Pérez, licenciado en Derecho por la Universidad Central y con acciones en el ferrocarril, y de la empresaria Nicanora Flórez Herques -vinculada a Rogelio Herques Ibarreta-. Los abuelos de Lucinio del Corral Flórez fueron Juan Antonio del Corral y de Mier y la mexicana de Querétaro María Dolores Pérez Andrade y sus bisabuelos, Francisco Antonio del Corral y Soberón y Felipa de Mier Bustamante, procedentes de Liébana. Francisco Antonio del Corral y Soberón era hijo del hidalgo Manuel Gregorio del Corral y Soberón y este último lo era del también hidalgo Félix del Corral y de la Bárcena que era hijo de Toribio del Corral y de la Riega y Catalina de la Bárcena.

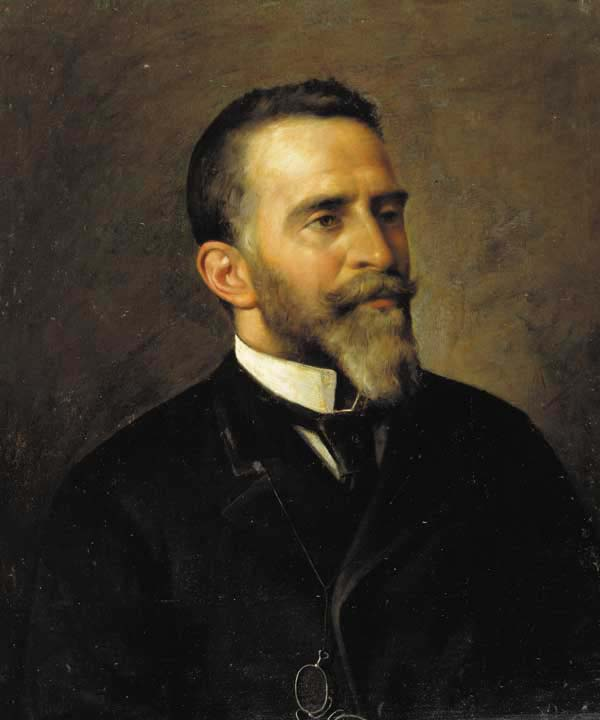
Gumersindo de Azcárate (en la imagen), hijo de Patricio de Azcárate Corral, estaba emparentado con los Del Corral de Sahagún.

Su bisabuelo, Francisco Antonio del Corral y Soberón, era natural de Castro-Cillorigo, donde nació el 12 de enero de 1757, como hijo del hidalgo Manuel Gregorio del Corral (1728-1792), natural también de Castro-Cillorigo y María González de Soberón, natural de San Pedro de Bedoya. Francisco Antonio del Corral y Soberón se casó con Felipa de Mier y Bustamante, que era natural de Potes, el 5 de junio de 1782 en la iglesia de San Martín de Potes (Cantabria) tal como aparece reflejado en el Archivo Histórico de Potes. Francisco Antonio del Corral y Soberón fue uno de los compradores que se aprovecharon de la desamortización de Mendizábal adquiriendo tierras y propiedades que hasta entonces habían permanecido en manos del clero, lo que contribuyó a incrementar el nivel de posesiones de los ya ricos hidalgos o acaudalados burgueses. Hay que tener en cuenta que estos nobles o burgueses liberales y progresistas de ideas muy avanzadas para la época se beneficiaron de una medida considerada por muchos rabiosamente anticlerical y la Iglesia católica tomó la decisión de excomulgar tanto a los expropiadores como a los compradores de las tierras, razón por la que muchos no se decidieron a comprar directamente las tierras y lo hicieron a través de intermediarios o testaferros, no obstante, finalmente no habrá graves consecuencias y aquellos que se hicieron con dichas posesiones acabarían conservándolas, e incluso incrementándolas, sin sufrir serios perjuicios. Además, mientras que en la zona meridional, de predominio latifundista, no existían pequeños agricultores que tuvieran recursos económicos suficientes para pujar en las subastas de grandes propiedades ni burgueses de mentalidad emprendedora con sensibilidad social, lo que reforzó el latifundismo propio del sur de España, esto no ocurrió, sin embargo, en términos generales, en la franja norte del país, mucho más dinámica y atenta a la realidad social y circundante de sus comarcas.

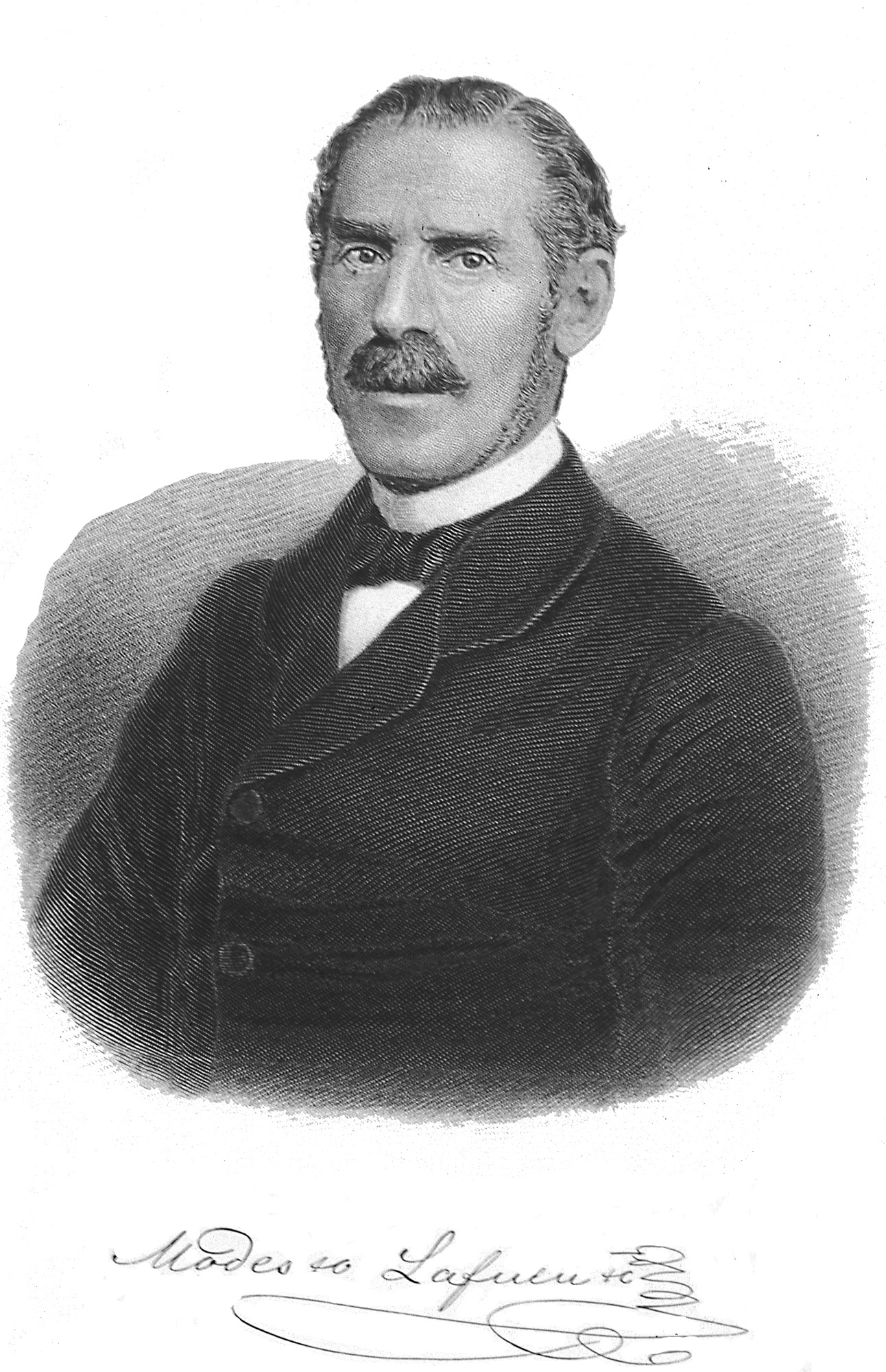
Modesto Lafuente. El abuelo de Lucinio, Juan Antonio del Corral y de Mier, recomendó para el Gobierno Civil a Modesto Lafuente.

Su abuelo, Juan Antonio del Corral y de Mier, rico hacendado y labrador propietario y nieto de hidalgo, además de 2.º Comandante del Batallón de la Milicia Nacional (liberal) en Sahagún, fue diputado a Cortes por León en 1836, en las Cortes constituyentes de ese año, de 1836 a 1837, jurando la Constitución española de 1837, obra de los progresistas, del 18 de junio de 1837. Juan Antonio del Corral formó parte de la comisión encargada de la ley electoral. También será Juan Antonio del Corral, junto a otros dos diputados de la provincia leonesa, el coronel Luis de Sosa y Pascual Fernández Baeza, quien recomiende al ministro de Gobernación el nombramiento como oficial primero político del Gobierno Civil del periodista, historiador y escritor satírico Modesto Lafuente y Zamalloa pues no había duda ya de que los escritos liberales de este último eran conocidos en la provincia de León desde el 4 de abril de 1837 gracias a la publicación de Fray Gerundio a pesar de que, curiosamente, este último fue crítico con la desamortización de Mendizábal.
En consecuencia, Lucinio del Corral Flórez estaba emparentado con el filósofo y político español e historiador e introductor de la filosofía moderna Patricio de Azcárate Corral -primo carnal de su abuelo paterno- y con el célebre hijo de este, el jurista, pensador, historiador, escritor y político krausista Gumersindo de Azcárate y, por tanto, también con el político republicano y liberal Justino de Azcárate y el hermano de este, el diplomático e historiador Pablo de Azcárate y Flórez (ambos exiliados durante el franquismo). El hijo de este último, Manuel Azcárate, acabaría siendo dirigente del PCE y firme partidario del eurocomunismo al frente de los renovadores enfrentados a Carrillo. Asimismo Lucinio del Corral Flórez era pariente de los políticos progresistas del siglo XIX y principios del XX Lesmes Franco del Corral y su hijo Modesto Franco Flórez del Corral.
Su cuñada Candelas Herrero del Corral fue alcaldesa de Castromocho en 1897 (hermana de esta fue la monja con fama de santidad Sor Josefa Herrero del Corral). También eran cuñados suyos Jesús Herrero del Corral, doctor en Derecho, con la tesis 'Estudio comparativo de las principales instituciones políticas de Esparta y Atenas', y Saturnino Herrero del Corral, licenciado en Derecho, ambos de Castromocho (Palencia).

## Biografía

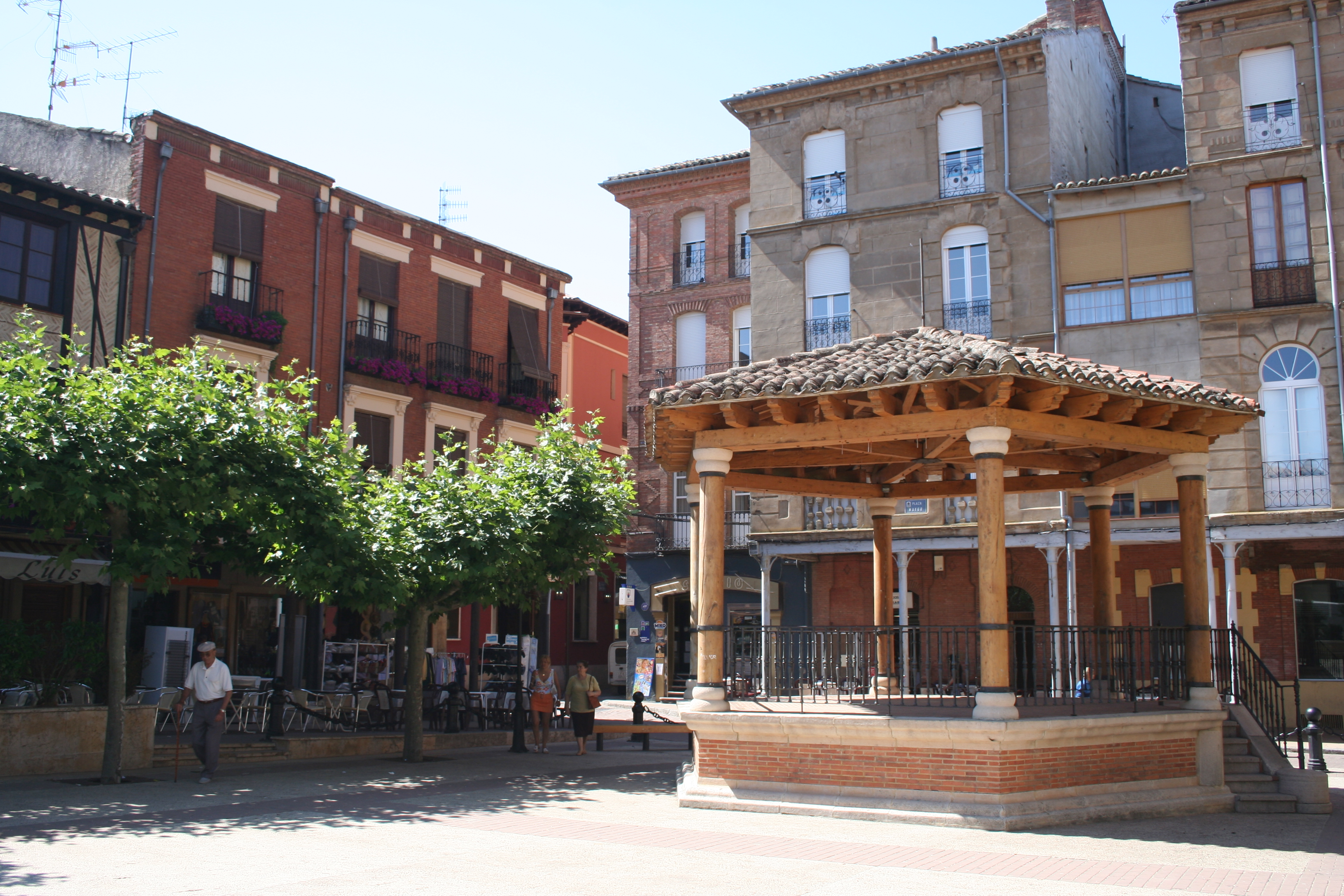
Plaza Mayor de Sahagún. Lucinio del Corral Flórez fue un emprendedor de la pujante burguesía de Tierra de Campos de finales del siglo XIX y principios del XX, especialmente ligado a la villa de Sahagún.

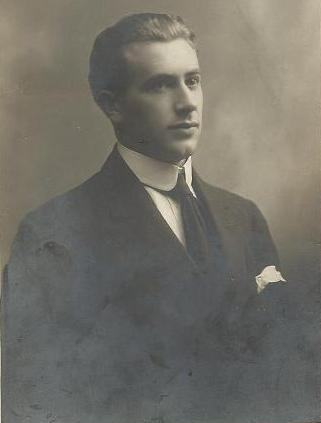
El ilustre matemático José del Corral y Herrero era hijo de Lucinio del Corral Flórez

Lucinio del Corral Flórez fue un empresario y emprendedor perteneciente a la burguesía de Sahagún, comisionista de cereales, almacenista de grano (por tanto, vinculado a la burguesía cerealista harinera), pero también fue dueño de una fábrica de curtidos fundada en 1804 que heredó de sus progenitores, asimismo tuvo una empresa maderera, un almacén de vinos, fruto de sus viñedos -formó parte de la Cooperativa bodeguera de Sahagún impulsada por los Del Corral ()- vinculándose de esta forma a la viticultura, tuvo acciones en el ferrocarril igual que su padre y otros miembros de su familia, y se dedicó al comercio, a la compra-venta, pero también al mecenazgo y a la mejora de las condiciones laborales de sus trabajadores contribuyendo al progreso de la comarca como, por ejemplo, en sus intenciones de ampliar las líneas de ferrocarril.

En 1908 compró el Castillo de Montealegre de Campos -Valladolid- a la condesa de Añover de Tormes con objeto de vender la piedra al Estado para la construcción del ferrocarril. Finalmente se frustró aquel proyecto, motivo por el cual aún se erige en dicha localidad vallisoletana la famosa fortaleza. 

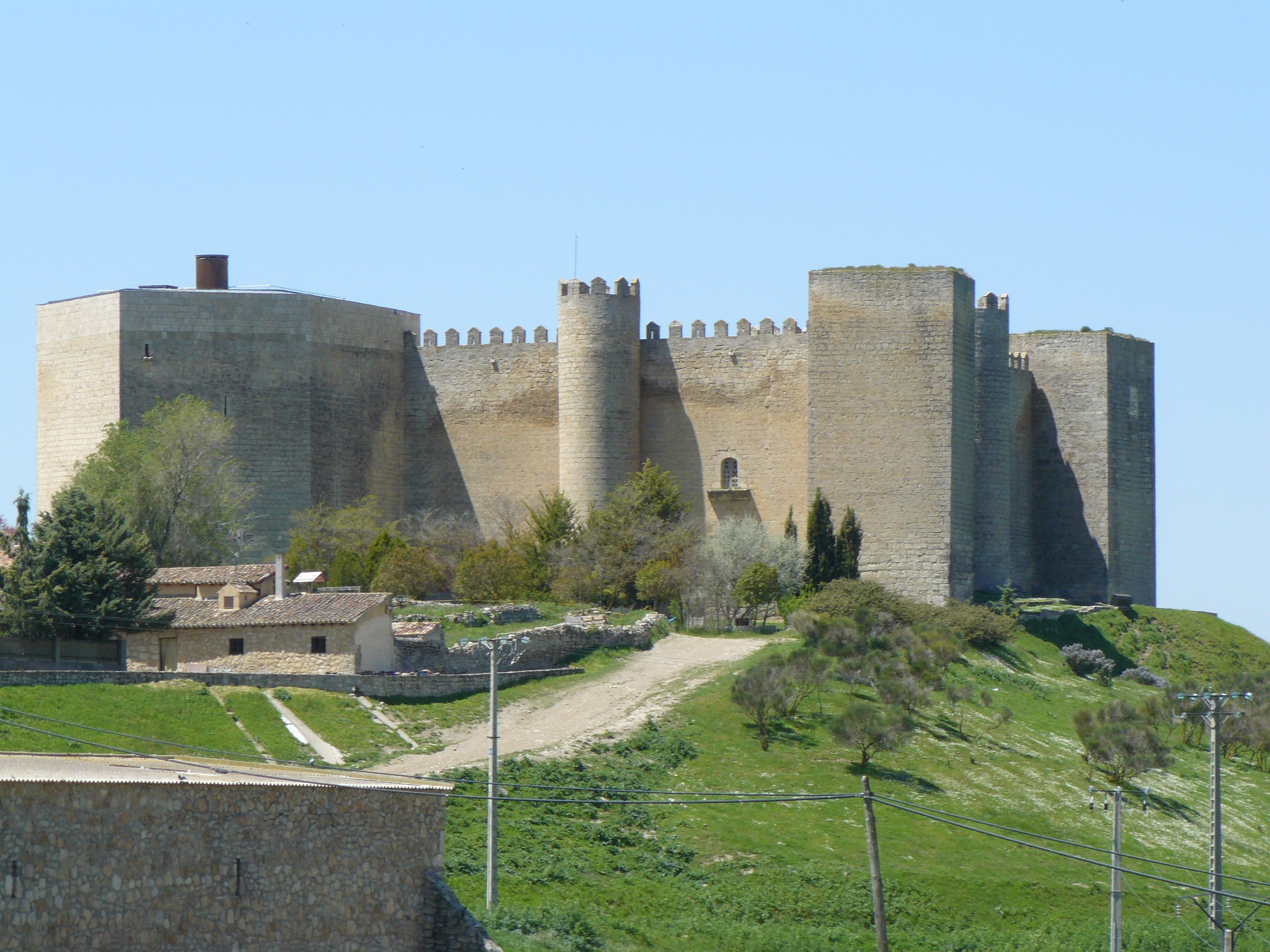
Castillo de Montealegre de Campos que adquirió Lucinio del Corral Flórez en 1908

Curiosamente, varias décadas después, en los años 1960, se rodó allí parte de la película El Cid de Charlton Heston. Jorge Guillén (con ancestros de Montealegre de Campos) le dedicaría un poema al Castillo de Montealegre de Campos entre cuyos versos destacan los siguientes: 

El castillo divisa la llanura,
Tierra de Campos infinitamente.
Todo en su desnudez así perdura:
elemental planeta frente a frente.

 Asimismo el Castillo de Grajal de Campos, fortaleza artillera, fue propiedad de Lucinio del Corral durante bastante tiempo.

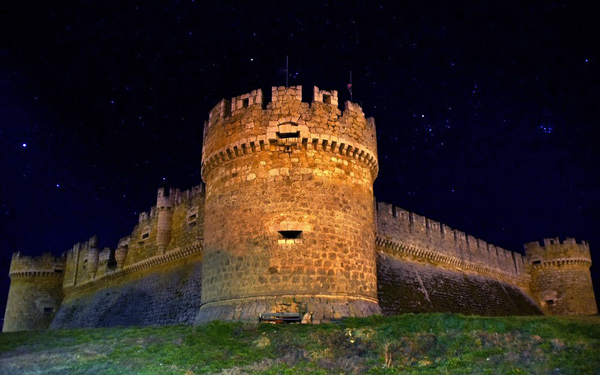
El castillo de Grajal de Campos también fue propiedad de Lucinio del Corral

Fue también propietario del Molino de Villacelama: “Entrados en el siglo XX, Sor Florencia de San Agustín lo dona en 1905 a Ramón Pallarés, quien pronto lo vendió a Lucinio del Corral Flórez” (). Asimismo tenía propiedades como el Monasterio de Santa María de Trianos, más conocido como "Trianos" y fincas en Urones de Castroponce (Valladolid), entre otras posesiones, muchas de ellas obtenidas a partir de la desamortización de Mendizábal y que hasta entonces habían permanecido en las manos muertas de la Iglesia. También estuvo inmerso en el negocio ganadero. Igualmente hay constancia de sus viajes al extranjero para la compra de muebles y otros productos (estatuas, etc.), especialmente a Bayona y otras localidades de Francia. La generosidad de D. Lucinio del Corral Flórez –que heredaría su hijo José del Corral y Herrero y, sobre todo, su nieto Agustín del Corral Llamas- fue muy conocida en toda la comarca destacando por su carácter espléndido, filantrópico y desprendido.
Su hermano Constancio del Corral Flórez, maestro, contratista de carreteras y accionista que estuvo establecido en Palencia con un almacén de artículos coloniales, era licenciado en Filosofía y Letras por la Universidad Central y participó activamente en política siendo concejal republicano en el ayuntamiento de Sahagún en 1913, fallecido en 1921.
Lucinio del Corral Flórez se casó en 1889 con su prima Dolores Herrero del Corral (de Castromocho -Palencia-, hermana de una de las primeras mujeres alcaldesas de España: Candelas Herrero del Corral) y en mayo de 1890 nació su primer hijo, José, al que seguirían Agustín (que murió a los 20 años en Madrid), Lorenzo, Rosario, Nicanor y Lola. Su primogénito, José del Corral y Herrero, nacido el 2 de mayo de 1890 en Castromocho (Palencia) aunque de procedencia sahagunense fue un reconocido matemático que sería invitado por su colega Julio Rey Pastor, el amigo de Santiago Ramón y Cajal, a abandonar España y partir a la Argentina en un tiempo en que su patria no daba buena acogida a los hombres de Ciencia, sin embargo, José del Corral y Herrero optaría por no abandonar España ni a los suyos y tras dar clases en Jerez o Reinosa acabaría sus días en Palencia donde fallecería en enero de 1970.
La madre de Lucinio, Nicanora Flórez Herques, se reveló ya en el siglo XIX como una emprendedora embarcándose en distintas empresas, según atestiguan diversas publicaciones oficiales de la época. Montó diversos negocios a su nombre en Sahagún e incluso tuvo ciertos inconvenientes (en tiempos de Cánovas del Castillo) para instalar una empresa de cerillas fosfóricas en el centro de la villa facundina (Sahagún) por posibles riesgos para la seguridad. Asimismo era frecuentemente premiada en exposiciones leonesas de agricultura y ganadería adonde llevaba el género que sacaban sus trabajadores de las tierras ().
Su tío Hipólito Flórez Herques, hacendado labrador que fue presidente del Comité republicano de Sahagún y que estuvo vinculado a la masonería, murió soltero y parte de su herencia como la casa número 26 de la plaza Mayor de Sahagún fue cedida a perpetuidad al Ayuntamiento con la condición de que en la citada casa se instalasen únicamente el Ayuntamiento y Juzgado Municipal con las oficinas y dependencias necesarias a uno y otro y dos Escuelas municipales, una de niños y otra de niñas con las viviendas para el maestro y la maestra.
Su primo Germán Flórez Llamas (1853-1916), hijo del adinerado abogado leonés Pablo Flórez Herques y de María Cruz Llamas Antón y tío de Juan Flórez Posada, fue un profesor krausista vinculado a la ILE y muy ligado a Giner de los Ríos, Bartolomé Cossío y Gumersindo de Azcárate que formó parte activamente del patronato de la Fundación Sierra-Pambley que en la actualidad preside el lingüista funcionalista y académico de la RAE Salvador Gutiérrez Ordóñez (discípulo de Alarcos)
Lucinio del Corral Flórez, aunque confió la primera formación de sus vástagos a unos religiosos -algo habitual en la época-, tenía un talante progresista y ecléctico hasta tal punto que recibió como regalo un magnífico reloj de pared (así lo contaba uno de sus yernos, Fernando Sánchez Gómez, farmacéutico que llegó a centenario) por parte del famoso Rogelio Herques Ibarreta, un excéntrico y osado personaje que llegó a ser excomulgado por escribir La religión al alcance de todos ().
Lucinio del Corral Flórez hizo testamento ante el notario de la villa de Sahagún Carlos del Valle-Inclán, que no era sino el hermano del celebérrimo literato, creador del esperpento y autor, entre otras muchas obras, de Luces de bohemia, Ramón María del Valle Inclán().
Lucinio del Corral Flórez falleció en León el 22 de febrero de 1937.
Como su hijo, el primogénito, el matemático José del Corral y Herrero, se casó con Candelas Llamas Torbado, Lucinio acabó siendo consuegro del prestigioso médico de espíritu krausista y dirigente del Partido Republicano Autónomo Leonés, Emiliano Llamas Bustamante, que sería el padre del farmacéutico de Vitoria Ángel Llamas Torbado () y, por consiguiente, abuelo del profesor José María Llamas Olaran (que militó en la Izquierda Republicana de Manuel Azaña) y del actor Rafael Llamas Olaran -emigrados a México-, y bisabuelo de la comunicadora mexicana María Victoria Llamas, de la actriz mexicana María Eugenia Llamas o del también actor del país azteca José Ángel Llamas. Entre los nietos de Lucinio del Corral se encontraba el reputado profesor mercantil afincado en Palencia Agustín del Corral Llamas, hijo del matemático José del Corral y Herrero. Su tataranieto sería el intelectual y experto en Lingüística Miguel Ángel del Corral, seguidor de las corrientes del funcionalismo lingüístico en España, estudioso de la obra de Emilio Alarcos Llorach, Salvador Gutiérrez Ordóñez o Leonardo Gómez Torrego, entre otros. Otro de los hijos de Lucinio, Nicanor del Corral, tuvo un hijo, José María del Corral Nogales, hijo predilecto de la villa de Sahagún que hoy da nombre a una calle de dicha localidad.
Su hermana, Paulina del Corral Flórez, estaba casada con el que fuera director de la sucursal del Banco de España en Santiago de Compostela, Cayo Llamas Bustamante, que era hermano del que acabaría siendo su consuegro, el médico y político republicano y krausista Emiliano Llamas Bustamante, padre de Candelas Llamas Torbado, con quien se casó su hijo primogénito, el matemático José del Corral y Herrero antes mencionado.

## Ancestros
| \| \| \| \| \| \| \| \| \| \| \| \| \| \| \| \| \| \| \| \| 16. Hidalgo Manuel Gregorio del Corral y Soberón \| \| \| \| \| \| \| \| \| \| \| \| \| \| \| \| \| \| \| \| \| \| \| \| \| \| \| \| \| \| \| \| \| \| \| \| \| \| \| \| \| \| \| \| \| \| \| \| \| \| \| \| \| \| 8. Francisco Antonio del Corral y Soberón \| \| \| \| \| \| \| \| \| \| \| \| \| \| \| \| \| \| \| \| \| \| \| \| \| \| \| \| \| \| \| \| \| \| \| \| \| \| \| \| \| \| \| \| \| \| \| \| \| \| \| \| \| \| 17. María González de Soberón \| \| \| \| \| \| \| \| \| \| \| \| \| \| \| \| \| \| \| \| \| \| \| \| \| \| \| \| \| \| \| \| \| \| \| \| \| \| \| \| \| \| \| \| \| \| \| \| \| \| \| \| \| \| 4. Juan Antonio del Corral y de Mier \| \| \| \| \| \| \| \| \| \| \| \| \| \| \| \| \| \| \| \| \| \| \| \| \| \| \| \| \| \| \| \| \| \| \| \| \| \| \| \| \| \| \| \| \| \| \| \| \| \| \| \| \| \| 9. Felipa de Mier Bustamante \| \| \| \| \| \| \| \| \| \| \| \| \| \| \| \| \| \| \| \| \| \| \| \| \| \| \| \| \| \| \| \| \| \| \| \| \| \| \| \| \| \| \| \| \| \| \| \| \| \| \| \| \| \| 2. José del Corral Pérez \| \| \| \| \| \| \| \| \| \| \| \| \| \| \| \| \| \| \| \| \| \| \| \| \| \| \| \| \| \| \| \| \| \| \| \| \| \| \| \| \| \| \| \| \| \| \| \| \| \| \| \| \| \| 5. María Dolores Pérez Andrade \| \| \| \| \| \| \| \| \| \| \| \| \| \| \| \| \| \| \| \| \| \| \| \| \| \| \| \| \| \| \| \| \| \| \| \| \| \| \| \| \| \| \| \| \| \| \| \| \| \| \| \| \| \| 1. Lucinio del Corral Flórez \| \| \| \| \| \| \| \| \| \| \| \| \| \| \| \| \| \| \| \| \| \| \| \| \| \| \| \| \| \| \| \| \| \| \| \| \| \| \| \| \| \| \| \| \| \| \| \| \| \| \| \| \| \| 6. Lorenzo Flórez Chico \| \| \| \| \| \| \| \| \| \| \| \| \| \| \| \| \| \| \| \| \| \| \| \| \| \| \| \| \| \| \| \| \| \| \| \| \| \| \| \| \| \| \| \| \| \| \| \| \| \| \| \| \| \| 3. Nicanora Flórez Herques \| \| \| \| \| \| \| \| \| \| \| \| \| \| \| \| \| \| \| \| \| \| \| \| \| \| \| \| \| \| \| \| \| \| \| \| \| \| \| \| \| \| \| \| \| \| \| \| \| \| \| \| \| \| 7. Teresa Juana Cathalina Angela \| \| \| \| \| \| \| \| \| \| \| \| \| \| \| \| \| \| \| \| \| \| \| \| \| \| \| \| \| \| \| \| \| \| \| \| \| \| \| \| \| \| \| \| \| \| \| \| \| \| \| \| |                                                  |  |  |  |  |  |  |  |  |  |  |  |  |  |  |  |
| |                                                  |  |  |  |  |  |  |  |  |  |  |  |  |  |  |  |
| | 16. Hidalgo Manuel Gregorio del Corral y Soberón |  |  |  |  |  |  |  |  |  |  |  |  |  |  |  |
| |                                                  |  |  |  |  |  |  |  |  |  |  |  |  |  |  |  |
| |                                                  |  |  |  |  |  |  |  |  |  |  |  |  |  |  |  |
| | 8. Francisco Antonio del Corral y Soberón        |  |  |  |  |  |  |  |  |  |  |  |  |  |  |  |
| |                                                  |  |  |  |  |  |  |  |  |  |  |  |  |  |  |  |
| |                                                  |  |  |  |  |  |  |  |  |  |  |  |  |  |  |  |
| | 17. María González de Soberón                    |  |  |  |  |  |  |  |  |  |  |  |  |  |  |  |
| |                                                  |  |  |  |  |  |  |  |  |  |  |  |  |  |  |  |
| |                                                  |  |  |  |  |  |  |  |  |  |  |  |  |  |  |  |
| | 4. Juan Antonio del Corral y de Mier             |  |  |  |  |  |  |  |  |  |  |  |  |  |  |  |
| |                                                  |  |  |  |  |  |  |  |  |  |  |  |  |  |  |  |
| |                                                  |  |  |  |  |  |  |  |  |  |  |  |  |  |  |  |
| | 9. Felipa de Mier Bustamante                     |  |  |  |  |  |  |  |  |  |  |  |  |  |  |  |
| |                                                  |  |  |  |  |  |  |  |  |  |  |  |  |  |  |  |
| |                                                  |  |  |  |  |  |  |  |  |  |  |  |  |  |  |  |
| | 2. José del Corral Pérez                         |  |  |  |  |  |  |  |  |  |  |  |  |  |  |  |
| |                                                  |  |  |  |  |  |  |  |  |  |  |  |  |  |  |  |
| |                                                  |  |  |  |  |  |  |  |  |  |  |  |  |  |  |  |
| | 5. María Dolores Pérez Andrade                   |  |  |  |  |  |  |  |  |  |  |  |  |  |  |  |
| |                                                  |  |  |  |  |  |  |  |  |  |  |  |  |  |  |  |
| |                                                  |  |  |  |  |  |  |  |  |  |  |  |  |  |  |  |
| | 1. Lucinio del Corral Flórez                     |  |  |  |  |  |  |  |  |  |  |  |  |  |  |  |
| |                                                  |  |  |  |  |  |  |  |  |  |  |  |  |  |  |  |
| |                                                  |  |  |  |  |  |  |  |  |  |  |  |  |  |  |  |
| | 6. Lorenzo Flórez Chico                          |  |  |  |  |  |  |  |  |  |  |  |  |  |  |  |
| |                                                  |  |  |  |  |  |  |  |  |  |  |  |  |  |  |  |
| |                                                  |  |  |  |  |  |  |  |  |  |  |  |  |  |  |  |
| | 3. Nicanora Flórez Herques                       |  |  |  |  |  |  |  |  |  |  |  |  |  |  |  |
| |                                                  |  |  |  |  |  |  |  |  |  |  |  |  |  |  |  |
| |                                                  |  |  |  |  |  |  |  |  |  |  |  |  |  |  |  |
| | 7. Teresa Juana Cathalina Angela                 |  |  |  |  |  |  |  |  |  |  |  |  |  |  |  |
| |                                                  |  |  |  |  |  |  |  |  |  |  |  |  |  |  |  |
| |                                                  |  |  |  |  |  |  |  |  |  |  |  |  |  |  |  |